# Nekojiru
Chiyomi Hashiguchi (橋口 千代美 Hashiguchi Chiyomi?, née Nakayama (中山?), 19 de enero de 1967 – 10 de mayo de 1998), conocida por el seudónimo Nekojiru (ねこぢる?  un acrónimo de las palabras japonesas neko ねこ "gato", and shiru しる "sopa"), fue una dibujante de manga japonesa.
En 1990, debutó en la edición de junio de la revista mensual de manga Garo con Nekojiru Udon, considerada en la actualidad como su obra más importante.

## Primeros años
Hashiguchi nació el 19 de enero de 1967 en Kawaguchi, Prefectura de Saitama, en el seno de una familia adinerada. La primera palabra que pronunció fue "idiota". Se desconoce donde cursó sus estudios, pero según su editor Yoshiaki Yoshinaga, asistió a una escuela de estética cerca de su ciudad natal. En sus años de estudiante, era muy aficionada de músicos new wave como EP-4 y TACO.
A los 18 años, contrajo matrimonio con el dibujante de manga alternativo Hajime Yamano, ayudándolo en su trabajo sombreando escenas. Por aquel entonces, Hashiguchi no tenía interés por hacerse mangaka.

## Vida profesional
Mientras esbozaba sin mucho interés "un gato extraño parecido a un pulpo", Yamano se interesó en los dibujos de Nekojiru, afirmando que "tenía una apariencia cruda e infantil, que no estaba filtrada por los ojos de un adulto: era adorable, repulsivo y de aspecto cruel al mismo tiempo". A partir de este boceto, Yamano escribió un guion que Nekojiru ilustraría, naciendo así Nekojiru Udon.Usando el boceto como motivo, Yamano escribió un guion y Nekojiru ilustró lo que se convertiría en Nekojiru Udon. Nekojiru aprendió de forma totalmente autodidacta, sin recibir lecciones de su marido. Presentaron el trabajo a Garo, donde fue bien recibido por el editor Maki Takaichi.
La popularidad de su obra aumentó con la moda del manga subversivo que apareció a mediados de la década de los 1990. La estética pop y surrealismo que caracterizan su obra suponen un aumento en su interés por parte del público general, especialmente de adolescentes. La pareja no rechazaba ninguna oferta de trabajo que recibían, por lo que la carga del trabajo era enorme para ambos.
En abril y mayo de 1998, Nekojiru habló con varios editores quejándose de la carga de trabajo y las limitaciones artísticas como consecuencia de esta nueva demanda. En una llamada con un editor de Hakusensha afirmó: "Estoy cansada de dibujar manga. Quiero dejarlo y mudarme a un país en desarrollo con mi marido".

## Muerte
Hashiguchi murió por suicidio el 10 de mayo de 1998.  Su nota de suicidio incluía frases como: "Olvídate de que viví", "No necesito una tumba" y "No habléis de por qué morí". Según un artículo de Musik Magazine, también pidió ser enterrada con CDs de todos los álbumes de Aphex Twin. Yamano no quiso proporcionar detalles sobre los posibles motivos, pero negó los rumores que lo llamaban un suicidio inspirado en el del artista musical Hide. Su familia la enterró en un cementerio, contradiciendo sus deseos.
Poco antes de su suicidio, estaba previsto que los personajes principales de Nekojiru Udon, Nyāko y Nyatta, fueran utilizados por Tokyo Electric en campañas promocionales. Esto se canceló tras la muerte de Nekojiru. 

## Obra
Toda la obra de Nekojiru está protagonizada por personajes en forma de gatos, salvo por Tsunami. Esto se da incluso en sus ensayos-manga, Jirujiru Travel Journal y Jirujiru Diary, donde se dibuja a sí misma como un gato. Aunque los personajes tienen aspecto de animales, estos se encuentran en el mundo de los humanos. Sus manga más populares tratan sobre la vida y aventuras de los gatos Nyāko y Nyatta. Los temas principales en su obra son una excentricidad infantil, la crueldad y la nostalgia. Como se ver en Dream Memo, incluido en la recopilación publicada de forma póstuma Nekojiru Udon 3, muchas de sus obras más extrañas están inspiradas en sus propios sueños. También aparecen con frecuencia drogas psicodélicas como los hongos mágicos y el LSD en sus obras. 
Yamano Hajime, bajo el seudónimo Nekojiru-y, se hizo cargo del mundo de Nekojiru y a día de hoy continúa creando nuevas obras. En su sitio oficial era posible leer un capítulo del manga de Nekojiru, pero a finales de noviembre de 2020 se anunció el cierre indefinido de la web.
Existen dos adaptaciones animadas del manga de Nekojiru. Las dos giran alrededor de la familia de Nyāko, Nyatta y sus padres. La primera fue Nekojiru Gekijō (ねこぢる劇場 Nekojiru Theatre?), una serie de 27 capítulos de 2 minutos retransmitida en 1999 como un segmento del programa Bakushō-Mondai no Boss-Kyara-Ō (爆笑問題のボスキャラ王?),dirigido por el dúo cómico Bakushō Mondai para Asahi Television. La segunda y más conocida fuera de Japón es el OVA de 2001 Nekojiru Sō (ねこぢる草 Nekojiru Grass?), conocido como Cat Soup o Sopa de gato.

## Lista de obras
- Nekojiru Udon (ねこぢるうどん?)
- Nekogamisama (ねこ神さま Dios gato?)
- Nekojiru Manjū (ねこぢるまんじゅう?)
- Nekojiru Dango (ねこぢるだんご?)
- Nekojiru Shokudo (ねこぢる食堂 Cafetería Nekojiru?)
- Nekojiru Senbei (ねこぢるせんべい?)
- Jirujiru Ryokōki (ぢるぢる旅行記 Diario de viaje Jirujiru?)
- Jirujiru Nikki (ぢるぢる日記 Diario Jirujiru?)

## En la cultura popular
El episodio "Japón" de Gothball homenajea el trabajo de Nekojiru. En el episodio "El viaje de Goth" se ven trozos de papel (LSD) con caras de gatos de Nekojiru.